# Рождественский венок

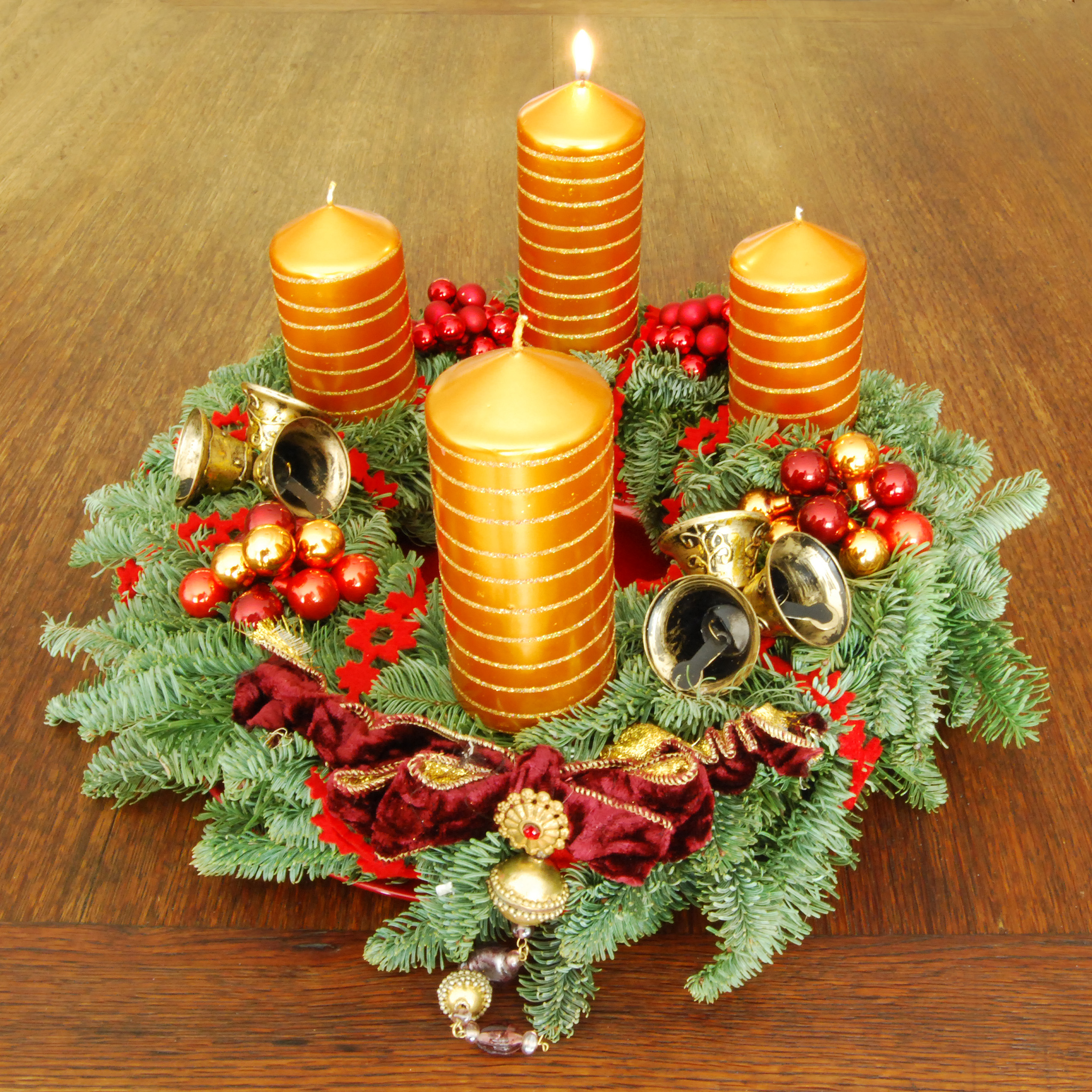
Рождественский венок в первое воскресенье адвента

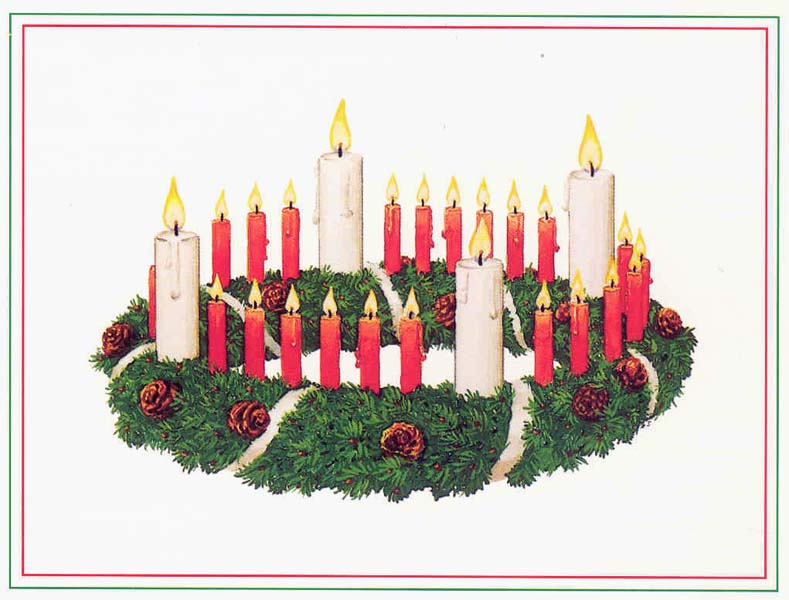
Рождественский венок Вихерна

Рождественский венок (предрождественский венок, нем. Adventskranz) — типичное украшение в домах в предрождественское время в форме венка из еловых веток с четырьмя свечами, закрепляемое вертикально или устанавливаемое на стол. В первое из четырёх воскресений адвента зажигается первая свеча, на следующей неделе — вторая и т. д.
Рождественский венок был введён в рождественские традиции гамбургским лютеранским богословом Иоганном Хинрихом Вихерном, взявшим на воспитание нескольких детей из семей бедняков. В адвент дети постоянно спрашивали воспитателя, когда же наступит Рождество. Чтобы дети могли отсчитывать дни до Рождества, в 1839 году Вихерн смастерил из старого деревянного колеса венок, украшенный двадцатью четырьмя малыми красными и четырьмя большими белыми свечами. Каждое утро в этом венке зажигалось по одной маленькой свечке, к которым по воскресеньям добавлялась большая свеча.
В символике рождественского венка выделяется несколько значений. Изначально прибавление света в венке символизировало возрастающее ожидание рождения Христа, «света миру». К этому добавились дополнительные значения, обусловленные круглой формой, символикой венка, зеленью ели, цветом свечей и декоративных лент. Рождественский венок с четырьмя свечами ассоциируется с земным шаром и четырьмя сторонами света. Круг символизирует вечную жизнь, которую дарует Воскресение, зелень — цвет жизни, а свечи — свет, который осветит мир в Рождество.
Католические рождественские венки часто украшаются тремя фиолетовыми и одной розовой свечой в соответствии с литургическими цветами богослужений адвента. Розовую свечу зажигают в третье воскресенье адвента, которое носит название Gaudete (Возрадуйтесь!).